# Takahē (Literaturzeitschrift)
Takahē (auch takahē) ist eine neuseeländische Literatur- und Kunstzeitschrift.
Die Zeitschrift ist nach einem seltenen, flugunfähigen endemischen Vogel, dem Takahē, benannt.  Das 1989 gegründete Magazin veröffentlicht Kurzgeschichten, Gedichte und Kunst sowie Essays, Interviews und Buchbesprechungen in Bereichen, die einen starken Bezug zur neuseeländischen Gegenwartskultur haben oder von Autoren mit Neuseeland-Bezug produziert werden.
Viele literarische Talente Aotearoa Neuseelands hatten erste oder frühe Veröffentlichungen in der Zeitschrift, die bestrebt ist, sowohl Werke etablierter als auch aufstrebender Schriftsteller und Künstler zu veröffentlichen. Zu den Takahē-Autoren gehören der neuseeländische Poet Laureate David Eggleton sowie die Dichterinnen Wes Lee und Robyn Maree Pickens. Takahē ist auch wegen seiner hochwertigen künstlerischen Ausstattung ein Sammlerobjekt.
Die in Christchurch erscheinende Zeitschrift wird vom Takahē Collective Trust betreut und erscheint dreimal im Jahr, im April und Dezember in gedruckter Form und im August jeden Jahres online. Die erste Online-Ausgabe wurde am 10. August 2016 veröffentlicht.
Takahē richtet den jährlichen Monica-Taylor-Takahē-Gedichtwettbewerb und den nach dem früheren neuseeländischen Premierminister Julius Vogel benannten Sir Julius Vogel Award aus.
Das Herausgeberteam besteht (Stand August 2022) aus Zoë Meager (Prosa), Erik Kennedy (Lyrik), S. J. Mannion (Rezensionen), Paul Andrew Wood (Essayistik, künstlerische Ausstattung) und Allie Benge (Essays).